# 7 février 1955
Le lundi 7 février 1955 est le 38e jour de l'année 1955.

## Naissances
- Alban Nikolai Herbst, écrivain allemand
- André Viard, matador français devenu journaliste taurin
- Dámaso García, joueur dominicain de baseball
- David Housewright, écrivain américain
- Horia Toboc, athlète roumain
- Jacqueline Ghevaert-Croquet, femme politique belge
- Lee Fogolin, joueur professionnel canadien de hockey sur glace
- Miguel Ferrer (mort le 19 janvier 2017), acteur américain
- Stavros Dailakis, homme politique grec
- Steven Gould, écrivain américain
- Suren Erkman, écrivain scientifique suisse
- Vardan Oskanian, homme politique arménien

## Décès
- Elisabeth Sanxay Holding (née le 18 juin 1889), écrivaine américaine